# 永徳 (渤海)
永徳（えいとく）は、渤海の元号。大元瑜の治世で用いられた。810年 - 812年。

## 西暦等との対照表
| 永徳 | 元年         | 2年   | 3年   |
| 西暦 | 810年        | 811年 | 812年 |
| 干支 | 庚寅         | 辛卯  | 壬辰  |
| 唐   | 元和5        | 元和6 | 元和7 |
| 日本 | 大同5 弘仁元 | 弘仁2 | 弘仁3 |

## 他の王朝
- 新羅 : 憲徳王2年 - 4年